# Tiszaörvény
Tiszaörvény (1903 és 1951 között Örvény) 1966 óta Tiszafüredhez tartozó egykor önálló község Jász-Nagykun-Szolnok vármegyében.

## Története
Tiszaörvény közvetlenül a Tisza bal partján fekvő Árpád-kori település, mely az oklevelekben  Ewren, Ewrem (Örem) alakban már 1261-ben előfordult az Egri püspökség részére kiadott megerősítő oklevélben, mint a püspökség ősi birtoka.
1417-ben, 1494-ben is, az egri püspökség birtokai között tüntették fel.
Egykor jelentős helység volt, vámszedési joggal és külön hajóval is bírt, mely a Tisza áradásai alkalmával a közlekedés fenntartására szolgált. Erre vonatkozik a mára eltűnt, oklevelekből ismert Hajóútja helynév, mely a püspöki birtoknak az a része volt, amely felé az áradáskor a hajó járt.
Az 1552 évi adóösszeírás az egri püspök birtokaként említette, ekkor 4 portát vettek itt fel. Kevéssel ezután elpusztult, és csak 1553–1554-ben kezdett újra felépülni.
Az 1564-es adóösszeírásban 12 portával szerepelt, 1612-ben pedig Mező János és Török Bálint birtokaként volt említve.
1693-ban Török Ferenc és Rácz Péter birtokában volt, később pedig visszakerült az egri püspökség birtokai közé.
1804-ben, a kassai püspökség felállítása után a kassai káptalan birtoka lett, melynek a jobbágyság 1848-as eltörléséig volt földesúri joga, de később is a kassai káptalan volt a helység legnagyobb birtokosa.
Az település közelében az 1848–49-es forradalom és szabadságharc alatt, 1849. július 27-én véres összeütközés volt Korponay ezredesnek Örvény és Tiszafüred között felállított csapata és az oroszok között. A túlnyomó számú orosz had elűzve a magyar csapatokat átkelt a Tiszán és Hajdúhadház felé vette útját.
A tiszafüred-vidéki halászat központja Örvény volt, ahol a Lővey testvérek bérelték az egész Heves vármegyei tiszai halászatot.
Örvény határában, a kassai káptalan birtokán a régi község és a régi templom romjai még a 20. század elején is láthatók voltak.
1910-ben 696 magyar lakosa volt, közülük 657 fő római katolikus, 36 református volt.
Az 1950-es megyerendezésig Heves vármegye tartozott, azóta pedig Szolnok illetve Jász-Nagykun-Szolnok megyéhez. A Tiszafüredi járáshoz tartozott.
Neve 1903-ig Örvény vagy Tisza-Örvény volt, a községnevek törzskönyvezése során hivatalos neve Örvény lett (1903. évi 23.197 számú belügyminiszteri rendelet). 1951-től hívták Tiszaörvénynek és 1966-ban csatolták Tiszafüredhez.

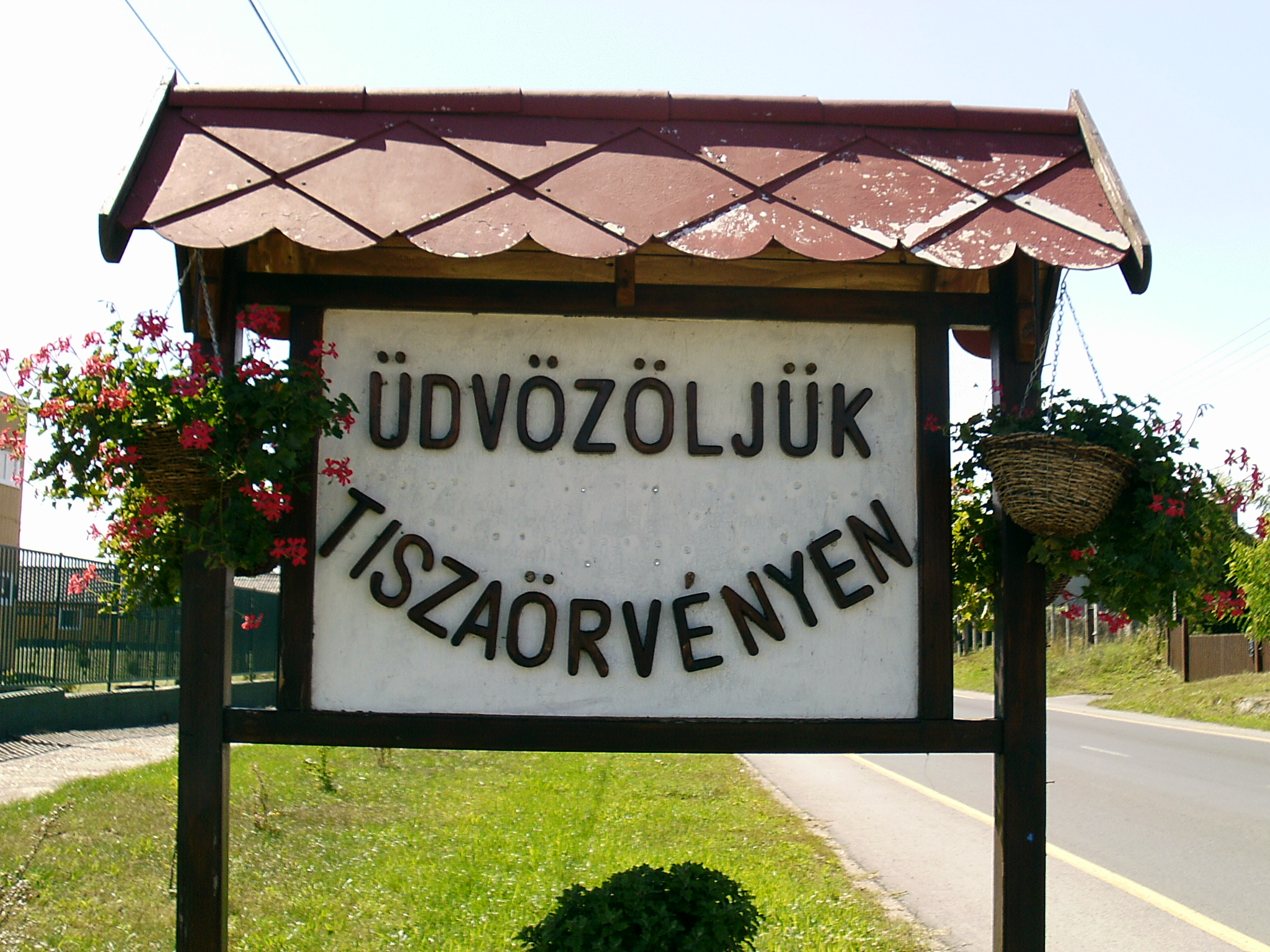
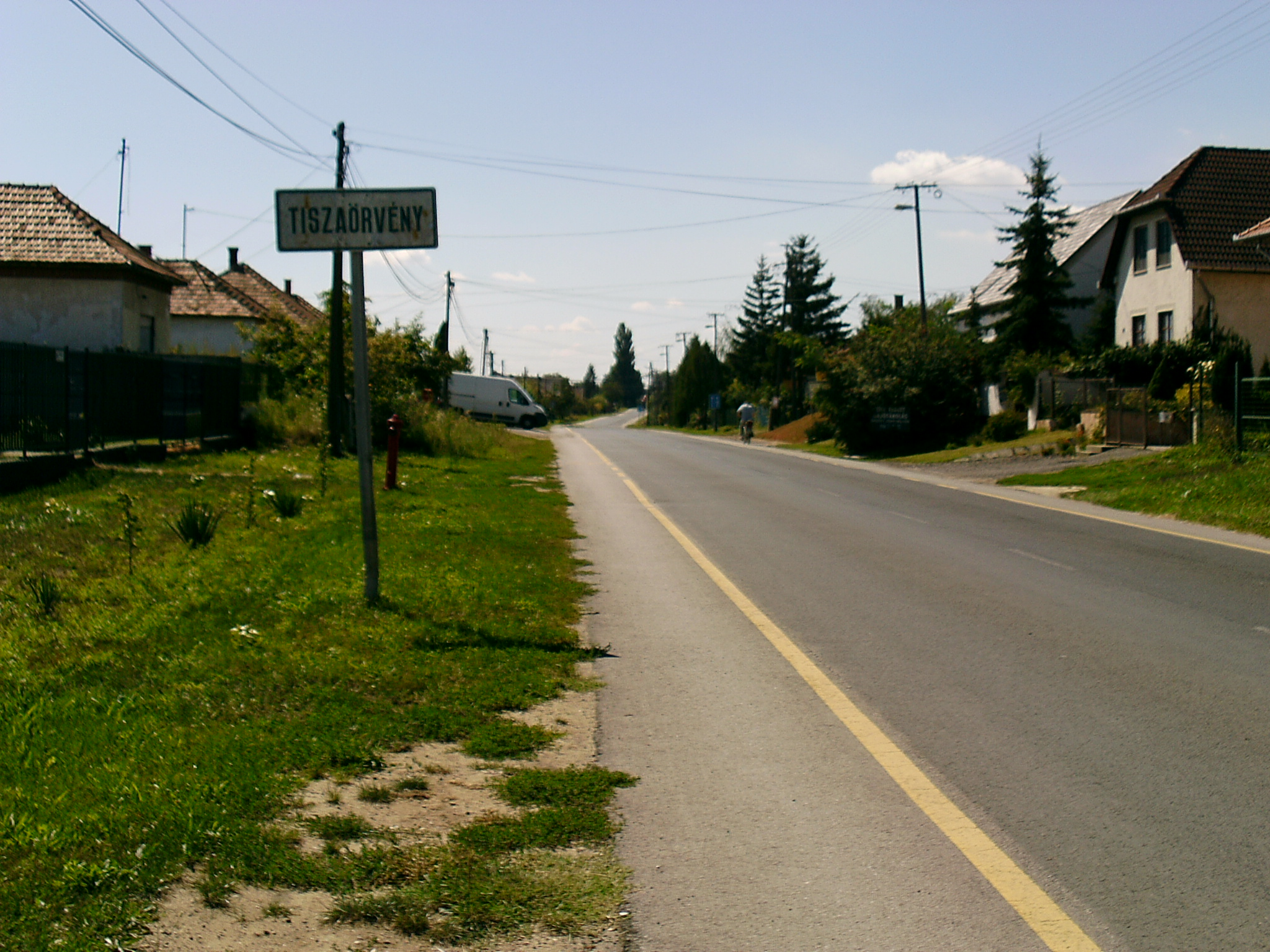
Az EuroVelo 11 kerékpárútvonal a falu főutcáján
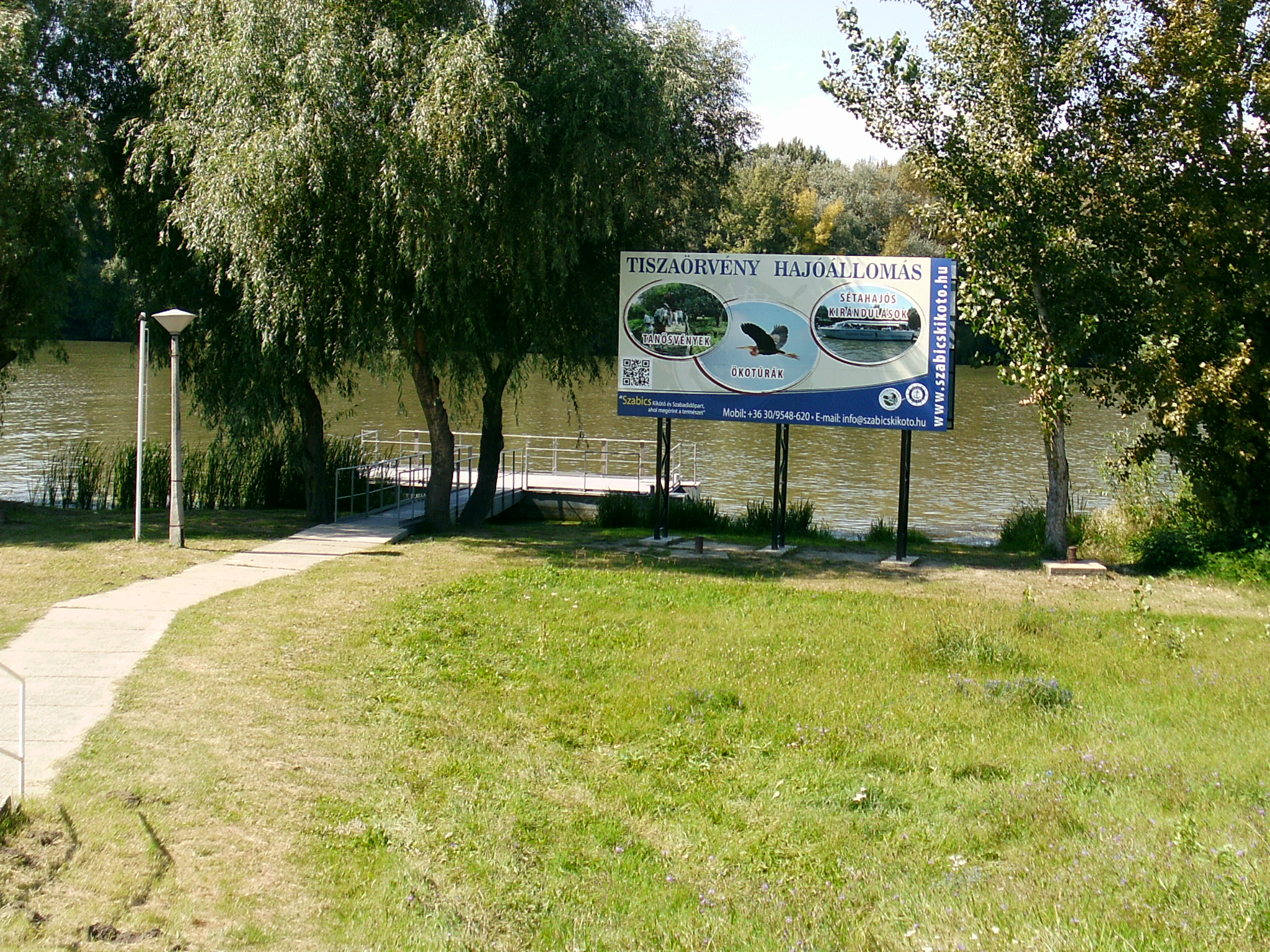
A falu kikötője
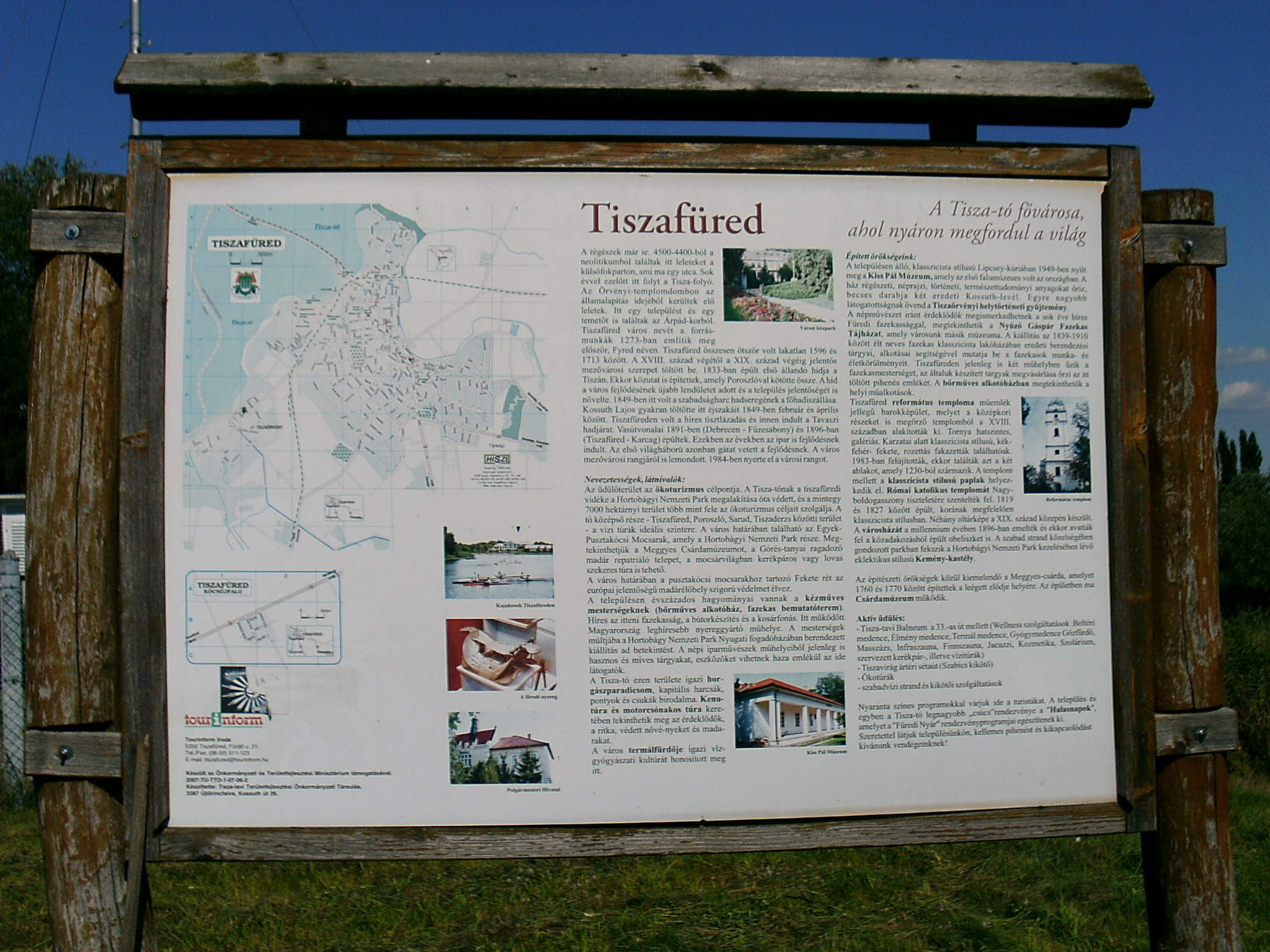
Tiszafüred ismertetője a kikötőnél

## Nevezetességek
- Római katolikus imaháza 1848-ban épült, kegyura a kassai káptalan volt.
- „Tiszavirág” ártéri sétaút
- „Kormorán” kikötő

## Külső hivatkozások
- Tiszaörvény – Terebess.hu